# Вевюрка (Підкарпатське воєводство)
Вевюрка (пол. Wiewiórka) — село в Польщі, у гміні Жиракув Дембицького повіту Підкарпатського воєводства.
Населення — 981 особа (2011).
У 1975-1998 роках село належало до Тарновського воєводства.

## Демографія
Демографічна структура станом на 31 березня 2011 року:
|          | Загалом | Допрацездатний вік | Працездатний вік | Постпрацездатний вік |
| -------- | ------- | ------------------ | ---------------- | -------------------- |
| Чоловіки | 489     | 119                | 314              | 56                   |
| Жінки    | 492     | 106                | 268              | 118                  |
| Разом    | 981     | 225                | 582              | 174                  |